# Валебона
Валебона (итал. Vallebona) је насеље у Италији у округу Империја, региону Лигурија.
Према процени из 2011. у насељу је живело 779 становника. Насеље се налази на надморској висини од 189 м.

## Становништво
| 1936. | 1951. | 1961. | 1971. | 1981. | 1991. | 2001. | 2011. |
| ----- | ----- | ----- | ----- | ----- | ----- | ----- | ----- |
| 734   | 712   | 754   | 769   | 801   | 929   | 1.087 | 1.332 |